# Benjamin Linder
Ernest Benjamin Linder, o Ben Linder (California, 7 de julio de 1959 - 28 de abril de 1987) fue un ingeniero estadounidense que decidió viajar a Nicaragua en tiempos de la Revolución Popular Sandinista.
En Nicaragua, contribuyó de forma voluntaria en la construcción de una pequeña central hidroeléctrica para abastecer una región rural en el norte del país, siendo asesinado por los Contras, asociación de grupos rebeldes anticomunistas integrado por campesinos, exguardias nacionales y mercenarios entrenados por la CIA y financiados por el gobierno de EE. UU. bajo la administración de Ronald Reagan. 
En aquel momento, el apoyo de EE. UU. a los Contras se había tornado muy controvertido, y la muerte de Linder creó titulares de primera plana en todo el mundo, en especial en Estados Unidos, donde la opinión estaba ya muy polarizada.

## Biografía
En 1977 se graduó de la Escuela Secundaria Adams en Portland, Oregón. Mientras estaba en la Universidad de Washington, Linder disfrutó de los malabares y otras artes circenses, razón por la que muchas veces fue visto alrededor de Seattle andando en un monociclo de 1,5 a 1,8 metros de altura. En 1983 se graduó con una licenciatura en ingeniería mecánica, dejó su casa en Oregón en el verano y se trasladó a Managua, capital de Nicaragua, llevando su monociclo con él.
Linder se sintió inspirado por la Revolución Popular Sandinista de 1979 y quiso apoyar sus esfuerzos por mejorar la vida de las personas más pobres del país. Sin embargo, el gobierno de Reagan vio a los sandinistas como una expansión del comunismo soviético en el hemisferio occidental y estaba decidido a detener la revolución. En este mismo contexto, Reagan acusaba a la Unión Soviética de generar una guerra en Centroamérica. A partir de 1981 , la Agencia Central de Inteligencia entrenó y suministró armas a miles de rebeldes de la Contra, cuyas bases se encontraban en Honduras y Costa Rica. Un elemento importante de la estrategia de los contras era lanzar ataques contra las escuelas rurales, centros de salud y estaciones de energía, áreas que ejemplificaban los mejores logros de la revolución. El objetivo era el hundimiento económico del país y provocar el desgaste al gobierno sandinista.
En 1986, Linder se trasladó desde Managua a El Cuá , un pueblo situado en una zona de guerra en Nicaragua. Ahí formó un equipo para construir una planta hidroeléctrica y así llevar electricidad a la ciudad. Mientras vivía en El Cuá, Linder también participó en las campañas de vacunación haciendo uso de su talento como payaso, malabarista y monociclista, algo que hacía frecuentemente para entretener a los niños de la localidad por quienes expresó su gran afecto y preocupación.
El 28 de abril de 1987, Linder y dos trabajadores nicaragüenses fueron emboscados por la Contra mientras trabajaban en la obra de construcción de una nueva presa para el pueblo de San José de Bocay. La autopsia mostró que Linder había sido herido por una granada y luego le dispararon a quemarropa en la cabeza. Los dos nicaragüenses asesinados fueron Sergio Hernández y Pablo Rosales, quienes también fueron asesinados a quemarropa. Se le concedió a título póstumo el premio Coraje Conscience, el 26 de septiembre de 1992.

## Controversia y repercusión

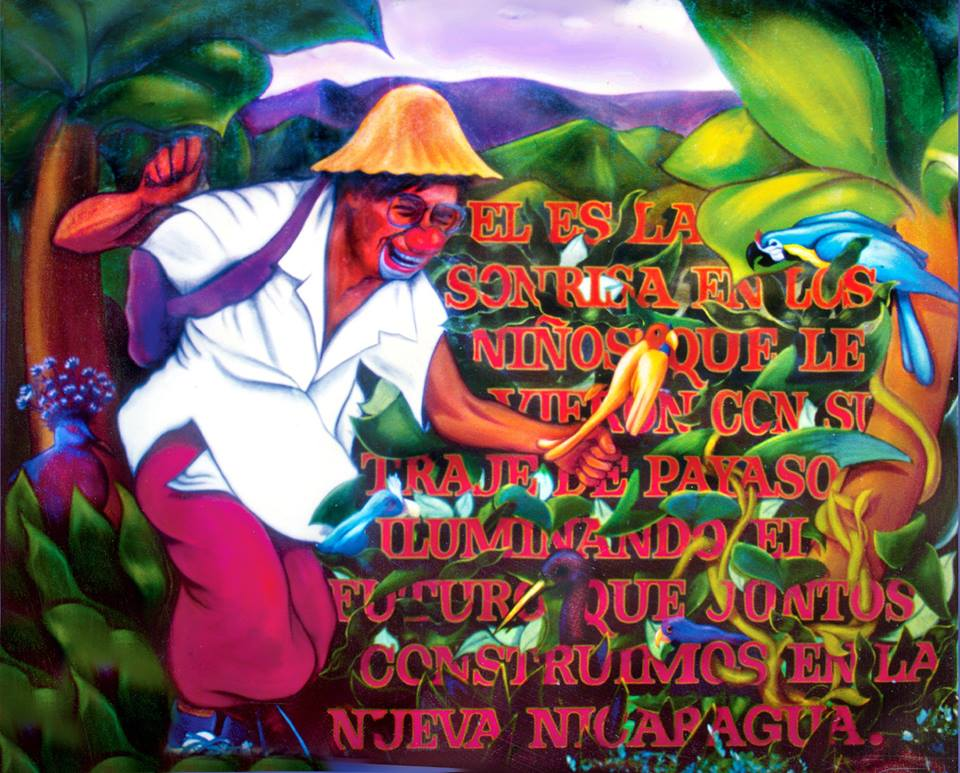
Mural dedicado a Ben Linder en 1989. Ubicado en Estelí, Nicaragua.

La muerte de Linder rápidamente calentó un debate ya de por sí muy polarizado dentro de los Estados Unidos. Los opositores a la política exterior de EE. UU. denunciaban el uso del dinero de los contribuyentes para financiar el asesinato de un ciudadano estadounidense, como el de miles de civiles nicaragüenses.
El gobierno se defendió por medio del portavoz de la Casa Blanca, Marlin Fitzwater, quien citando un artículo del New York Times dijo que los ciudadanos estadounidenses que trabajan en Nicaragua se habían "puesto en peligro". El secretario de Estado adjunto Elliott Abrams, un ferviente defensor de los Contra y su guerra, se hizo eco de esa opinión, diciendo que Linder debió hacer algo mejor que estar en una zona de combate.
Elisabeth, la madre de Linder en Nicaragua, durante el funeral de su hijo, dijo:

Mi hijo fue brutalmente asesinado por llevar la electricidad a unas pocas personas pobres en el norte de Nicaragua. Fue asesinado porque él tuvo un sueño y porque él tuvo el valor de hacer realidad ese sueño... Ben me dijo el primer año que estuvo aquí, y esto es una cita: "Es una sensación maravillosa el trabajar en un país en donde la primera preocupación del gobierno es por su gente, por toda su gente.

Durante una audiencia del Congreso en julio de 1987, algunos defensores de la política de EE. UU. en Nicaragua respondieron, lanzando ataques personales a la familia de Linder y a otros testigos. The Village Voice informó un conflicto entre el congresista republicano Connie Mack de Florida y Elisabeth Linder, que acababa de dar testimonio emocional sobre el trabajo y las motivaciones de su hijo. Mack acusó a la señora Linder de utilizar su dolor para "politizar esta situación", y agregó: "No quiero ser duro con usted, pero realmente siento que se lo ha buscado."
La muerte de Linder fue mencionada durante las audiencias del Congreso que investigaba el escándalo Irán-Contra, alimentando más el debate en los EE. UU. sobre la guerra encubierta en Nicaragua. Al año siguiente, el Congreso se negó a renovar la ayuda a los Contras. Pero al final, la guerra civil, el servicio militar obligatorio, el colapso de la economía y la restricciones de las libertades civiles en la década de 1980, se combinaron provocando la derrota del gobierno sandinista en las elecciones de febrero de 1990 en Nicaragua.
En julio de 1996, el periodista estadounidense Paul Berman escribió un artículo titulado: "En busca de los asesinos de Ben Linder" en el diario The New Yorker del 23 de septiembre de 1996, Berman tuvo una entrevista con un hombre que dijo haber matado a Linder. Los padres de Linder y sus abogados denunciaron públicamente el artículo y cuestionaron la veracidad del hombre que Berman entrevistó. En 2001, Joan Kruckewitt, una periodista estadounidense que vivió en Nicaragua entre 1983 y 1991, mientras cubría la guerra entre los sandinistas y los contras para la radio ABC, escribió el libro 'La muerte de Ben Linder' (Seven Stories Press 2001), donde se muestra un retrato muy simpático de la vida de Linder, además de su trabajo y su muerte.
La canción "Fragile" del álbum ...Nothing Like the Sun, es un homenaje a Ben Linder por Sting. El libro Animal Dreams, de Barbara Kingsolver, también está dedicado a su memoria; como también el Ben Linder Cafe en León, un local que está adornado con sus fotos y recuerdos de la obra de su vida, siendo uno de los homenajes que se le ha realizado a Linder en Nicaragua.